# ريغي فريمان
ريغي فريمان (بالإنجليزية: Reggie Freeman)‏ هو لاعب كرة قدم أمريكية أمريكي، ولد في 8 مايو 1970 في كلوستون في الولايات المتحدة.

## وصلات خارجية
- ريغي فريمان على موقع مرجع كرة القدم المحترفة.كوم (الإنجليزية)